# Typhlomys
Typhlomys és un gènere de rosegadors de la família dels platacantòmids. Conté cinc espècies vivents, que són oriündes dels boscos de bambú de la Xina i el Vietnam. Inclou també una espècie extinta del Plistocè inferior i una altra de no identificada del Miocè. La distribució geogràfica de les espècies extintes és menys extensa que la de l'actual i es limita a les províncies xineses de Yunnan, Shaanxi i Anhui.